# Масакр на журци
Масакр на журци (енгл. The Slumber Party Massacre) амерички је слешер хорор филм из 1982. године, од редитељке Ејми Холден Џоунс и сценаристкиње Рите Меј Браун, са Мишел Мајклс, Робин Стил и Мајклом Виљељом у главним улогама. Радња прати групу средњошколаца на пиџама журци, које почиње да прогони одбегли масовни убица наоружан бушилицом. Извршни продуцент филма је Роџер Корман.
Сценарио је написала књижевница и феминистичка активисткиња Рита Меј Браун под оригиналним насловом Непроспавана ноћ. Филм је требало да представља пародију на слешер филмове, али је уместо тога постао један од њих, након што је редитељка и продуценткиња Ејми Холден Џоунс смањила комичну црту из сценарија, иако и након тога филм садржи више комичних елемената од просечног слешера тог времена.
Филм је премијерно приказан 10. септембра 1982, у Лос Анђелесу. Остварио је комерцијални успех и добио помешане оцене критичара, а данас се сматра култним класиком. Изродио је два наставка од којих је први објављен 1987. под насловом Масакр на журци 2. Истоимени римејк објављен је 2021. у режији Данишке Естерхази. Године 2010. Џејсон Пол Колум режирао је документарац о прављењу филма, под насловом Непроспаване ноћи: Присећање масакра на журци.

## Радња
У Лос Анђелесу, 18-годишња девојка Триш Деверо организује пиџама журку, док су јој родитељи одсутни. У међувремену, масовни убица, Рос Торн, бежи из затвора и почне да прати девојка које је Триш позвала. Журка се претвара у крвопролиће...

## Улоге
| Глумац            | Улога                |
| ----------------- | -------------------- |
| Мишел Мајклс      | Триш Деверо          |
| Робин Стил        | Валери Бејтс         |
| Мајкл Виљеља      | Рос Торн             |
| Дебра Делисо      | Ким Кларк            |
| Андре Хоноре      | Џеки Кесиди          |
| Џина Мари         | Дијана               |
| Џенифер Мејерс    | Кортни Бејтс         |
| Џозеф Алан Џонсон | Нил                  |
| Дејвид Милберн    | Џеф                  |
| Џим Рид Бојс      | Џон Раден Минор      |
| Памела Ројланс    | тренер Рејчел Џана   |
| Бринк Стивенс     | Линда Дон Грант      |
| Риг Кенеди        | Дејвид Контант       |
| Жан Варгас        | Мери                 |
| Хауард Пургасон   | господин Деверо      |
| Ана Патон         | госпођа Анета Деверо |